# En ny dag gryer
En ny Dag gryer er en spillefilm fra 1945 instrueret af Grete Frische og Poul Bang efter manuskript af Grete Frische. Filmen foregår i en weekend i en ung sygeplejeelevs liv.

## Medvirkende
- Grethe Holmer
- Jørn Jeppesen
- Erling Schroeder
- Henry Nielsen
- Gerda Gilboe
- Grete Frische
- Olaf Ussing
- Axel Frische
- Lily Broberg
- Aage Redal
- Gyrd Løfqvist
- Alex Suhr
- Ilselil Larsen
- Edvin Tiemroth

## Handling
Æren, moralen og den "rigtige" livsanskuelse er i højsædet. Og disse begreber var aldeles ikke noget man gjorde grin med, hvilket til dels kan ærgre, når man husker på, at denne film er bygget over det engelske lystspil "Bank Holiday", som tog god engelsk fis på dyder og moral. Inger Holst (Grethe Holmer) er sygeplejeelev, som til et selskab møder den ureelle Jørgen Frandsen (Jørn Jeppesen), der inviterer hende på en "festlig nat" en weekend på et hotel i Tisvilde. Imidlertid indtræffer der en tragisk hændelse på hospitalet, hvor hun arbejder. I hændelsen indgår den unge enkemand, ingeniør Berg (Erling Schroeder), hvem hun har lært at kende som et fint, reelt og sympatisk menneske. Ingers medfølelse får hende til at tilbyde at opgive sin weekend-tur og blive hos ham.